# Adrigán Zoltán
Adrigán Zoltán (Mosonmagyaróvár, 1937. február 24. – 2003. április 1.) magyar labdarúgó.

## Pályafutása

### Győr
A Győri Vasas ETO-ban játszott. Az 1963-as őszi bajnokságban nyertes csapat tagja volt. Három meccsen játszott a Hidegkuti Nándor edzette csapatban. Amikor elment, Barna, Koós, Gláser és Morvay is akkor távozott.

## Sikerei, díjai
- Magyar bajnokság
  - bajnok: 1963 ősz